# Ahlat
Ahlat és una ciutat de la punta nord-est del llac Van. i el 2000 la seva població era de 34.787 habitants, a uns 2 km a l'oest hi ha Akhlat (armeni Khlat) l'antiga ciutat. A la ciutat es conserven nombroses tombes del segle xvi i d'altres temps i alguns monuments. La tomba d'Ertuğrul Gazi, suposat pare d'Othman (l'ancestre dels otomans) és de dubtosa identitat.
Fou una petita ciutat que en temps del califa Úmar va fer un tractat amb Iyad ben Ghamn, que va permetre l'arribada d'àrabs. Durant el regnat del califa Uthman, quan el governador de Síria Muàwiya (després califa Muàwiya I) va enviar a Habib ibn Màslama que va fer tractats amb els prínceps locals armenis de la zona del llac Van que es van sotmetre als àrabs; el 772 va integrar-se en els dominis de l'emir qaisita de Mantziciert.
El 918 fou atacada pel romà d'Orient Joan Curcues. El 939 va entrar a la ciutat l'hamdànida Sayf-ad-Dawla. El 964 fou ocupada per Nadja.
El kurd marwànida Badh la va ocupar el 983 i va restar a les mans de la dinastia fins al 1071 any en què, després de la batalla de Mantziciert, fou ocupada personalment pel seljúcida Alp Arslan.
El 1100 fou ocupada pel turc Sukman al-Kutbi i durant més d'un segle va ser possessió (i capital) dels Shah-i Arman fins al 1207 en què la va ocupar l'aiúbida Al-Awhad, fill d'Al-Adil; a la seva mort el 1212 va passar al seu fill Al-Ashraf, període durant el qual fou ocupada temporalment per dues vegades (1208 i 1210) pels georgians.
El 1229 fou ocupada pel xa de Coràsmia Djalal a-Din Mangburni, però tot seguit el 1230 aquest fou derrotat per Al-Ashraf, aliat amb el seljúcida Ala al-Din Kaikubad I a Erzindjan; el 1234 aquest darrer va ocupar la ciutat.
Fou ocupada pels mongols el 1244 i concedida en feu a una princesa georgiana. Va patir un terratrèmol el 1246. Després de la conquesta de Bagdad el 1258 els mongols van incorporar aquestes terres i tota la regió. Akhlat va quedar en el domini dels Il-kan, i després dels seus successors els djalayírides i Ak Koyunlu.
El 1387 les forces de Tamerlà van arribar a la vila d'Akhlat que es va sotmetre. Va seguir la vila d'Adelgiauz el príncep de la qual també es va sotmetre i va rebre l'honor de baixar el tapis del tron, sent confirmat en el seu domini. Després l'exèrcit timúrida va retornar per la zona del llac Van, passant per Bend Mahi i després Alatagh on estava l'equipatge a la plana d'Abara Sarai. Yazdi diu que el seu estendard victoriós fou portat a Van (a la vora del llac Van en la part oriental, bastant al sud) i a Vastan (a 30 km al sud de Van, gairebé a la punta sud-est del llac Van, moderna Gevas)
El 1393 Tamerlà va enviar els seus nets Pir Muhammad i Muhammad Sultan amb l'amir Shaikh Ali Bahadur a sotmetre a tots els prínceps del Kurdistan. Quan al cap de poc van entrar al Kurdistan van rebre un correu de Timur que els ordenava anar cap a Geb Shumal, per lo que van tirar enrere i es van apoderar del castell de Sankar on es van aprovisionar. El dia que marxaven van rebre un correu que els ordenava sotmetre a tots els caps kurds i si algun refusava, havien d'assolar i saquejar el seu territori; alguns amirs es van separar amb un cos d'exèrcit per anar profundament al país kurd, mentre el dos prínceps i Shaikh Ali Bahadur van anar a través del pas de Derbent Tashi Khatun en direcció a Akhlat.
Abans d'arribar, un notable local els va anar a rebre i es va oferir com a guia. Muhammad Sultan el va rebre amb els braços oberts i li va doner diversos honors i el va enviar al davant acompanyat de Shaikh Ali Bahadur com a cap dels mangalai (exploradors). El sobirà local d'Akhlat, Ibrahim Shah, va rebre a Shaikh Ali Bahadur, es va sotmetre i va enviar el seu fill, Sultan Shah, als dos prínceps amb diversos regals. Muhammad Sultan va cridar a Shaikh Ali Bahadur per tornar, deixant a Ibrahim Shah al poder a Akhlat. A la tornada el guia i notable que acompanyava a Shaikh Ali, que esperava que en cas de conflicte obtindria una posició important, sentint-se frustrat, va decidir matar a l'amir; quan van parar a menjar el va agafar a traïció i el va matar d'un cop de ganivet; els homes de Shaikh Ali Bahadur van agafar a l'assassí i el van matar allà mateix i després van cremar el cos.
El 1394 Tamerlà Timur havia acampat a Akhlat (o Khelat) i va rebre la visita del príncep Kakan d'Adeliuz (Adelgiauz) que era un antic amic (se li havia sotmès el 1387); es van intercanviar regals i Tamerlà li va concedir el principat d'Akhlat i dependències a perpetuïtat i de manera hereditària. El 10 de juny Tamerlà va disposar una cacera a les planes d'Akhlat pel sistema d'encerclament que l'11 de juny va comportar una matança d'animals.
El 1548 va ser ocupada pels otomans però poc després els fou arrabassada pels perses (xa Tahmasp I) que la van arrasar i la van abandonar (1549). Els otomans la van recuperar i hi van construir una ciutadella acabada vers el 1555 i van reconstruir la ciutat. En els següents anys la ciutat va estar sota domini de caps kurds dependents del sultà, fins que fou posada sota administració directa el 1847. Fou cap d'un Kada (Ilče) o districte del vilaiat de Bitlis. El 1900 la població del kada s'estimava en 23.700 habitants (30% cristians principalment armenis). En aquest temps l'antiga ciutat (Karab Sehir, La Ciutat en Ruïnes) ja havia estat abandonada i havia sorgit una nova ciutat a 2 km a l'est, a la riba del llac, que el 1961 tenia 5.0018 habitants.